# 鈴木知清
鈴木 知清（すずき ちせい、生年不詳 - 1835年（天保6年）10月）は、江戸時代の囲碁棋士。尾張国生まれ、安井家門下、六段。父鈴木順清に次いで尾張藩碁所を勤める。奥貫智策との百一番の対局を「對手百談」として刊行。

## 父順清
鈴木順清は、元の名を万六、次に源之丞といった。同じ尾張の服部大蔵とともに腕を磨き、20歳前後の明和元年から8年にかけて大蔵との棋譜がある。尾張藩主に召し出されて碁士として江戸へ出て、安永7年に四段で小松快禅に先番で対戦、天明6年に五段に進む。天明4、6年に服部因淑と互先8局（4勝4敗）、同6年に本因坊烈元に先で4局（2勝2敗）の記録が「古碁經」に残っている。天明6年死去。

## 経歴
幼年より江戸で安井門下として仙角仙知、知得仙知に教えを受ける。尾張藩の坊主役として江戸詰めになり、父に同じく尾州碁所として50石の禄を受け、後に加増して100石となる。
享和2年から文化8年にかけて、奥貫知策と百一局の対局を行う。成績は、二子番4勝1敗2ジゴ、黒番41勝33敗4ジゴ3打掛、白番2勝9敗1ジゴ1打掛。文政7年にこれらの棋譜を「對手百談」（青藜閣）として刊行した。
文政末年の「皇国碁家人名録」では安井門筆頭に名が挙げられている。妻の艶子も碁格初段だった。
安井知得とは30局以上の棋譜があり、本因坊元丈には二子で4局（知清全勝）がある。文政8年（1825年）に老知得と6日間かけて先番2目負の碁は、知得のアマシの典型と言われる。知清は「当代の打手」、「必ず勝つべしと自信し日々古碁を調べ大に工夫を凝らして」打ったが、敗れて自屈したと『坐隠談叢』にある。
白2(38手目)が知得独特の手法で、黒は11とかけて、白に模様に入らせて右辺白とのカラミを狙ったが、白は巧妙にシノぎきった。
鈴木家は、天保6年にやはり尾州の人で本因坊丈和門下の岩瀬福太郎が知清の養子となり、鈴木丈清と改めて三代目を継いだ。五段まで進み、嘉永4年没。